# غلامعلی حداد عادل در انتخابات ریاست‌جمهوری ایران (۱۳۹۲)
غلامعلی حداد عادل نماینده و رئیس سابق مجلس شورای اسلامی، به همراه قالیباف و ولایتی ائتلافی را برای انتخاب نامزد ریاست جمهوری از میان خود تشکیل دادند. قرار شد تا طبق معیاری از پیش تعیین شده فرد برتر در انتخابات ثبت‌نام نماید، اما به دلایلی این امر اتفاق نیفتاد و حدادعادل به همراه دو نفر دیگر در انتخابات ثبت‌نام کرد.
او سرانجام به نفع اصولگرایان از انتخابات کناره‌گیری کرد.
وی خود را موافق تنش‌زدایی در سیاست خارجی، تفکیکِ جنسیتی در دانشگاه، و مخالفِ انحلالِ سازمانی برنامه و بودجه (که در زمانِ ریاست وی در مجلس از طرف دولت صورت گرفت) معرفی نمود. از برنامه‌های وی می‌توان به «نهضت ازدواج آسان» اشاره کرد. وی از احتمالِ کناره‌گیری خود و سایر اعضای ائتلاف به نفع سعید جلیلی خبر داد، ولی با واکنش دیگران اعلام کرد که هنوز به جمع‌بندی نرسیده‌اند.
یکی از استراتژی‌های تبلیغی حداد عادل نقدهای موردی کنایه‌آمیز به دولت احمدی‌نژاد است برای نمونه گفته پروژه‌های نیمه تمام را افتتاح نخواهم داد. یا در سفر خارج خانواده‌ام را نمی‌برم؛ وزیرخارجه را در مأموریت عزل نمی‌کنم.
در ۲۰ خرداد ۱۳۹۲ (چهار روز پیش از انتخابات ریاست‌جمهوری) وی به نفع اصول‌گرایان از کاندیداتوری کناره‌گیری کرد.

## نشست‌ها و وعده‌ها
- غلامعلی حداد عادل در جمع دانشجویان دانشکده نفت اهواز افزود: ائتلاف محفوظ است و قول و قرار بین ما وجود دارد؛ برای جلوگیری از تعدد اصولگرایان یک نفر به عنوان نامزد نهایی معرفی می‌شود. حداد عادل در پاسخ به این پرسش که آیا ممکن است ائتلاف از جلیلی حمایت کند افزود: ما همیشه گفته‌ایم اصولگرایی که رای داشته باشد ممکن است جزء ائتلاف باشد. وی در جواب یکی از دانشجویان که با رد صلاحیت هاشمی مشارکت مردم در انتخابات کم نمی‌شود، گفت: اینطور نیست که در پایین آمدن مشارکت مردم تأثیر زیادی داشته باشد در این دوره از انتخابات اصلاح طلب، اصولگرایان، محافظه کاران و مستقل حضور دارند.[۱۲]
- غلامعلی حدادعادل در نشست خبری خبرگزاری فارس گفت:برنامه هسته‌ای از نظر ما هیچ ابهامی ندارد و در واقع مشکل از رئیس‌جمهور آمریکاست نه از رئیس‌جمهور ایران. پاسخ به این سؤال همان ضرب‌المثلی است که می‌گوید کسی که خوابیده را می‌توان بیدار کرد اما کسی که خودش را به خواب زده بیدار شدنی نیست لذا آمریکایی‌ها در بحث هسته‌ای ایران نخوابیده‌اند بلکه خودشان را به خواب زده‌اند و آن‌ها از ماهیت صلح‌آمیز فعالیت‌های هسته‌ای ایران باخبرند.[۱۳]

## کناره‌گیری
سرانجام وی در ۲۰ خرداد ۱۳۹۲ (چهار روز پیش از انتخابات ریاست‌جمهوری ایران) با اعلام پایبندی به ائتلاف پیشرفت (۲+۱ یا ائتلاف اصولگرایان) به نفع اصول‌گرایان از کاندیداتوری کناره‌گیری کرد.